# Osvald Marstrand
Osvald Julius Marstrand, född den 14 juli 1812, död den 5 april 1849, var en dansk sjöofficer. Han var son till Nicolai Jacob Marstrand.
Marstrand blev officer 1830 och avancerade til kaptenlöjtnant. Han studerede med stor flit och med ovanliga anlag matematik och navigation, blev – efter att ha genomgått militärhögskolan – assistent hos den i Preussen som navigationsdirektör anställde kommandör Michael Johann Petronius Bille och senare (1837) efter sin hemkomst lärare i ovannämnda ämnen på sjökadettakademin.
År 1849 utnämndes Marstrand till navigationsdirektör i Danmark, men anställdes efter egen önskan samma år som tredjekommenderande på linjeskeppet Christian VIII och deltog med detta i den olyckliga Eckernfördeaffären, där han fann döden, då skeppet sprang i luften.